# Chaetogonopteron fimbritibia
Chaetogonopteron fimbritibia är en tvåvingeart som beskrevs av Jennifer L. Hollis 1963. Chaetogonopteron fimbritibia ingår i släktet Chaetogonopteron och familjen styltflugor. Inga underarter finns listade i Catalogue of Life.